# Mestecănișul de la Reci și Bălțile de la Ozun-Sântionlunca
Mestecănișul de la Reci și Bălțile de la Ozun-Sântionlunca alcătuiesc o arie protejată de interes național ce corespunde categoriei a IV-a IUCN (rezervație naturală de tip mixt), situată în estul Transilvaniei, pe teritoriul județului Covasna.

## Localizare
Aria naturală se află în partea sud-vestică a județului Covasna, pe teritoriile administrative ale comunelor Ozun și Reci, în imediata apropiere de drumul național DN11, care leagă municipiul Brașov de Târgu Secuiesc.

## Descriere
Rezervația naturală a fost înființată prin Decretul Consiliului de Miniștrii Nr.949 din 1962 și ocupa o suprafață de 259,10 hectare. În anul 2000, prin Legea Nr. 5 din 6 martie publicată în Monitorul Oficial al României Nr. 152 din 12 aprilie 2000 (privind aprobarea Planului de amenajare a teritoriului național - Secțiunea a III-a - arii protejate), aceasta urmează să fie declarată arie protejată, suprafața reducându-se la 48,20 ha. Prin Hotărârea de Guvern Nr.1251 din 30 noiembrie 2004 (privind instituirea regimului de arie naturală protejată pentru noi zone) rezervația primește numele de "Mestecănișul de la Reci și Bălțile de la Ozun-Sântionlunca", iar suprafața teritorială se mărește la 2.020 hectare.
Aria naturală suprapusă sitului de importanță comunitară - Mestecănișul de la Reci, se află în lunca Râului Negru, afluent al Oltului, de-a lungul căruiau s-au format dune de nisip, unele înalte de 6 m. În rezervație se găsesc lacuri și mlaștini eutrofe, populate de o serie de specii rare, relicte glaciare cum sunt mesteacănul pitic și angelica sălbatică, dar și prin speciile rare de ferigă, nuferi albi, laleaua pestriță, crinul broaștei, etc. precum și animale ca broasca albastră. Tot în rezervație există și o plantație de pin bancsian, o specie rară care se adaptează pe terenuri cu condiții de vegetație foarte vitregă.

## Galerie de imagini

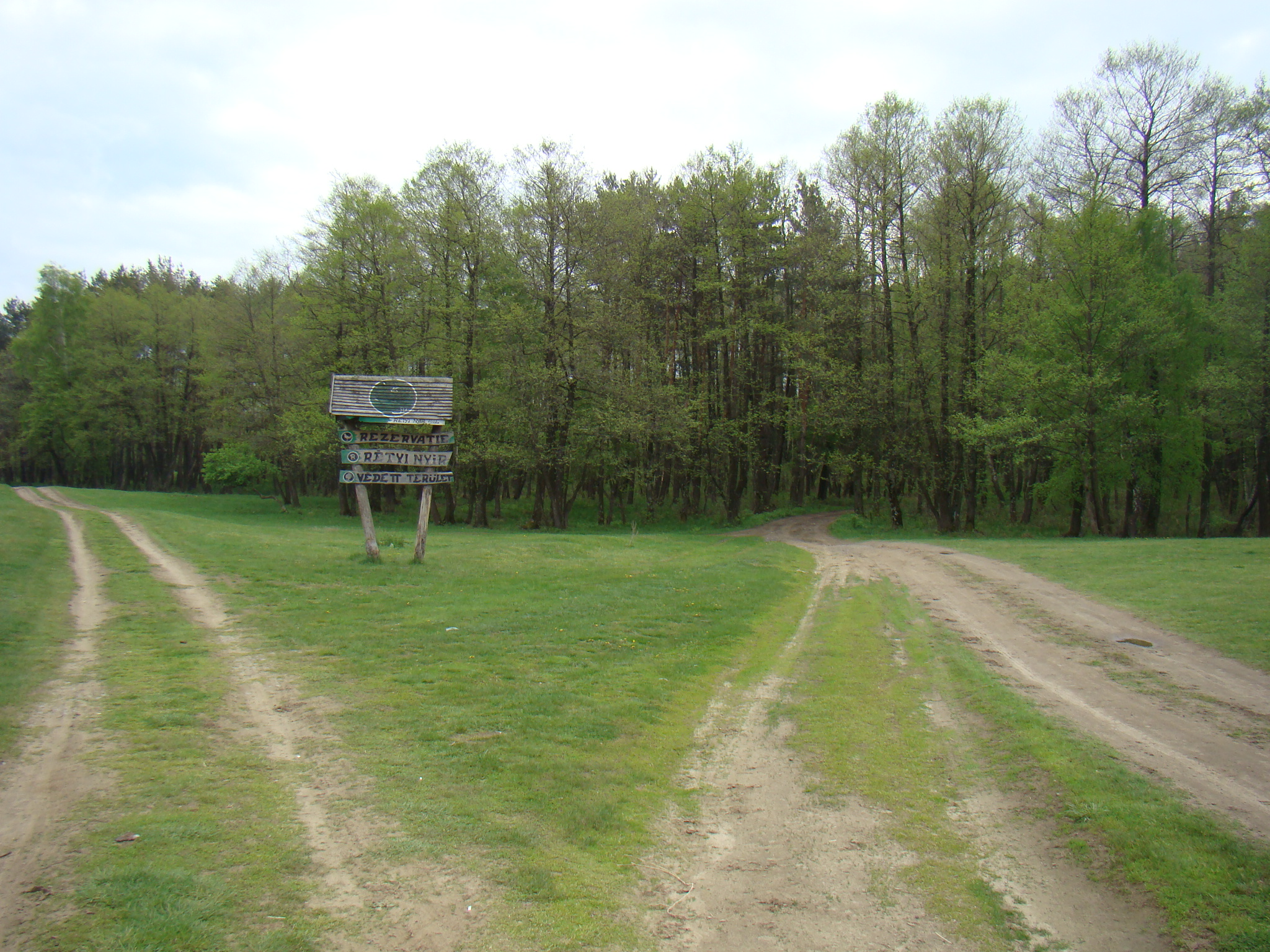
Intrarea în rezervație
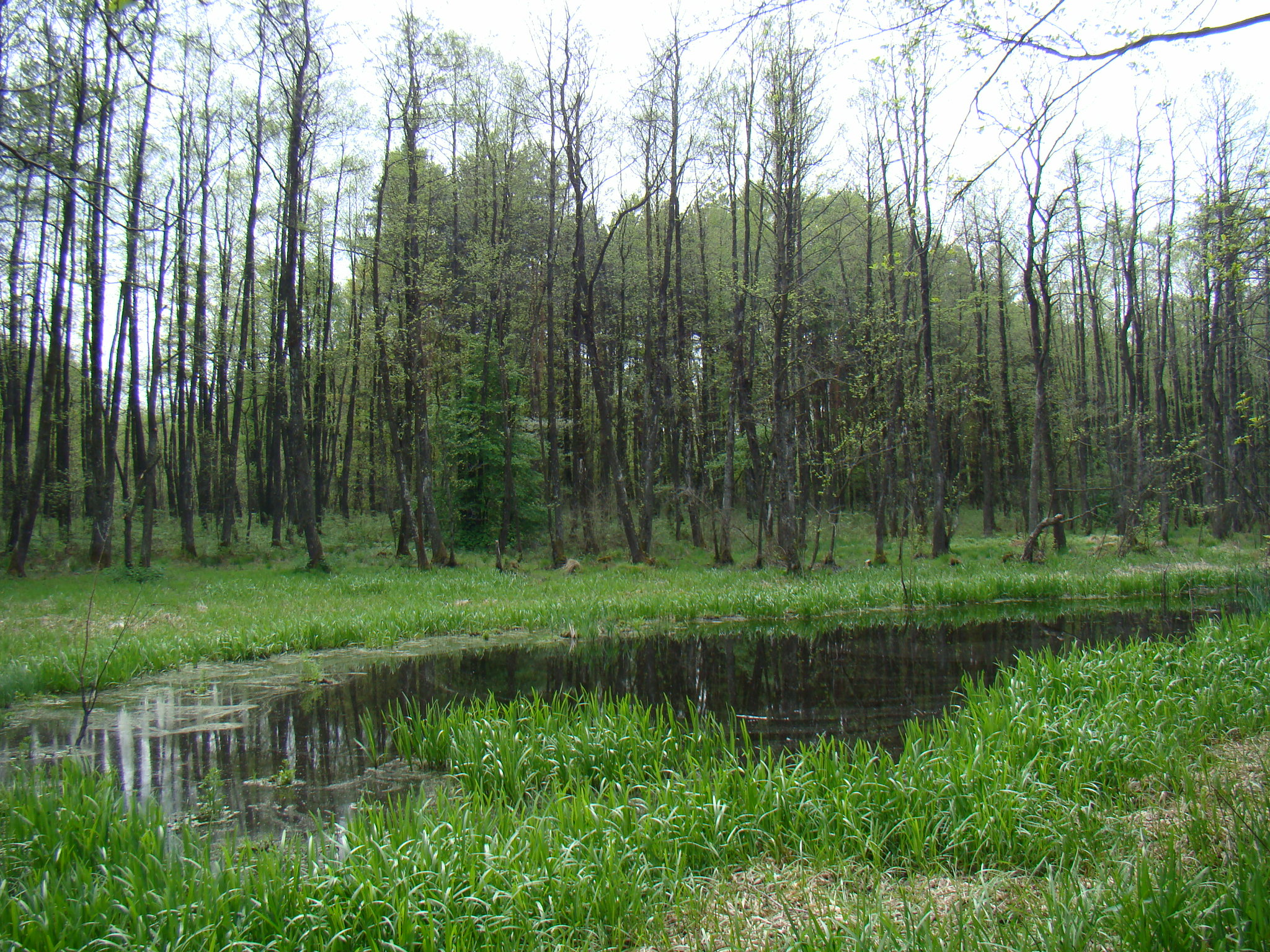
Lac
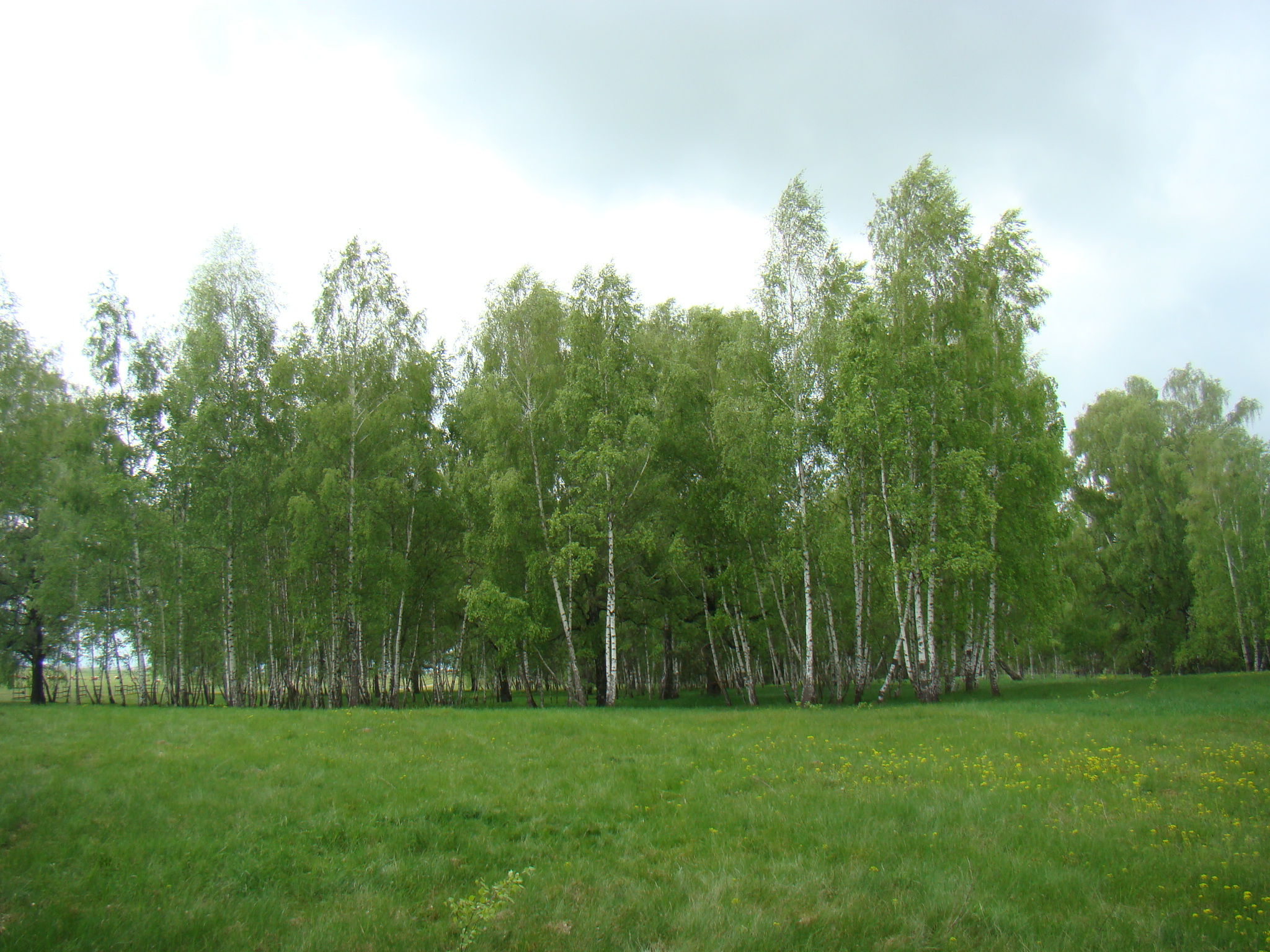
Mesteceni